# Орманди
Орманди́ (каз. Орманды) — село у складі Ариської міської адміністрації Туркестанської області Казахстану. Входить до складу Дарменіського сільського округу.
У радянські часи село називалось Лісничество, до 2011 року — Лісхоз.
Населення — 242 особи (2021; 226 у 2009, 192 у 1999, 193 у 1989).